# Schistomeringos loveni
Schistomeringos loveni är en ringmaskart som först beskrevs av Johan Gustaf Hjalmar Kinberg 1865.  Schistomeringos loveni ingår i släktet Schistomeringos och familjen Dorvilleidae.
Artens utbredningsområde är havet kring Nya Zeeland. Inga underarter finns listade i Catalogue of Life.